# NGC 6481
NGC 6481 é um asterismo na direção da constelação de Ophiuchus. O objeto foi descoberto pelo astrônomo Christian Peters em 1859, usando um telescópio refrator com abertura de 13,5 polegadas. 